# Кампаньяро, Уго
У́го Арма́ндо Кампанья́ро (исп. Hugo Armando Campagnaro; 27 июня 1980, провинция Кордова, Аргентина) — аргентинский футболист, защитник. Выступал за сборную Аргентины.

## Карьера
В 1996 году выступал за молодёжную команду «Коронел Байгоррия». Он начал свою карьеру в клубе «Депортиво Морон», игравшем во втором и третьем аргентинских дивизионах. В 2002 году был подписан «Пьяченцой». Но вскоре команда вылетела в Серию B. 4 июля 2007 года Кампаньяро перешёл в «Сампдорию», подписав контракт на 4 года.
10 июля 2009 года Кампаньяро стал игроком «Наполи», заключив 4-летний контракт. 7 мая 2010 года защитник получил тяжёлую травму — трещину в малоберцовой кости.
В 2013 году Кампаньяро перешёл в «Интернационале» на правах свободного агента, заключив двухлетний контракт.
В сезоне 2014/2015 появлялись слухи о желание футболиста покинуть «Интернационале» и расторгнуть контракт, однако он не покинул команду. 18 сентября 2014 года дебютировал в Лиге Европы УЕФА против «Днепра».

## Личная жизнь
9 июня 2011 года в Кордове Кампаньяро за рулём своего автомобиля столкнулся с полицейской машиной «Фольксваген Поло», в которой ехали две женщины-полицейские; обе они погибли. В машине Уго ехало ещё два человека, один из которых, лучший друг футболиста, также погиб. 12 июня Кампаньяро был выписан из больницы.

## Достижения
- Вице-чемпион мира: 2014
- Обладатель Кубка Италии: 2011/12